# Prêmio Leidy
O Prêmio Leidy (em inglês:  Leidy Award) é uma medalha e prêmio concedida pela Academy of Natural Sciences of Drexel University (antiga Academy of Natural Sciences of Philadelphia). É nomeado em memória do paleontologista estadunidense Joseph Leidy. O prêmio foi estabelecido em 1923, destinado ao reconhecimento de excelência em "publicações, explorações, descobertas ou pesquisa em ciências naturais", e foi intenção ser concedida a cada três anos. O prêmio consiste em uma medalha retangular de bronze e um honorário de US$ 5.000.

## Recipientes
- 1925 – Herbert Spencer Jennings[1]
- 1928 – Henry Augustus Pilsbry[1]
- 1931 – William Morton Wheeler[1]
- 1934 – Gerrit Smith Miller[1]
- 1937 – Edwin Linton[1]
- 1940 – Merritt Lyndon Fernald[1]
- 1943 – Chancey Juday[1]
- 1946 – Ernst Mayr[1]
- 1949 – Warren Poppino Spencer[1]
- 1952 – George Evelyn Hutchinson[1]
- 1955 – Herbert Friedmann[1]
- 1958 – Herbert Barker Hungerford[1]
- 1961 – Robert Evans Snodgrass[1]
- 1964 – Carl Leavitt Hubbs[1]
- 1967 – Donn Eric Rosen[1]
- 1970 – Arthur John Cronquist[1]
- 1975 – James Bond[1]
- 1979 – Edward Osborne Wilson[1]
- 1983 – George Ledyard Stebbins[1]
- 1985 – Hampton Lawrence Carson[1]
- 1989 – Daniel Hunt Janzen[1]
- 1994 – Peter Grant e Rosemary Grant[1]
- 2006 – David Burton Wake[1]
- 2009 – Dan Otte
- 2010 – Tim Flannery[2]
- 2012 – Douglas Joel Futuyma[3]